# Laccodytes androginus
Laccodytes androginus är en skalbaggsart som beskrevs av Toledo, Spangler och Michael Balke 2010. Laccodytes androginus ingår i släktet Laccodytes och familjen dykare. Inga underarter finns listade i Catalogue of Life.